# Génissieux
Génissieux – miejscowość i gmina we Francji, w regionie Owernia-Rodan-Alpy, w departamencie Drôme.
Według danych na rok 1990 gminę zamieszkiwały 1 584 osoby, a gęstość zaludnienia wynosiła 177 osób/km² (wśród 2880 gmin regionu Rodan-Alpy Génissieux plasuje się na 539. miejscu pod względem liczby ludności, natomiast pod względem powierzchni na miejscu 1207.).